# 迦克墩公會議

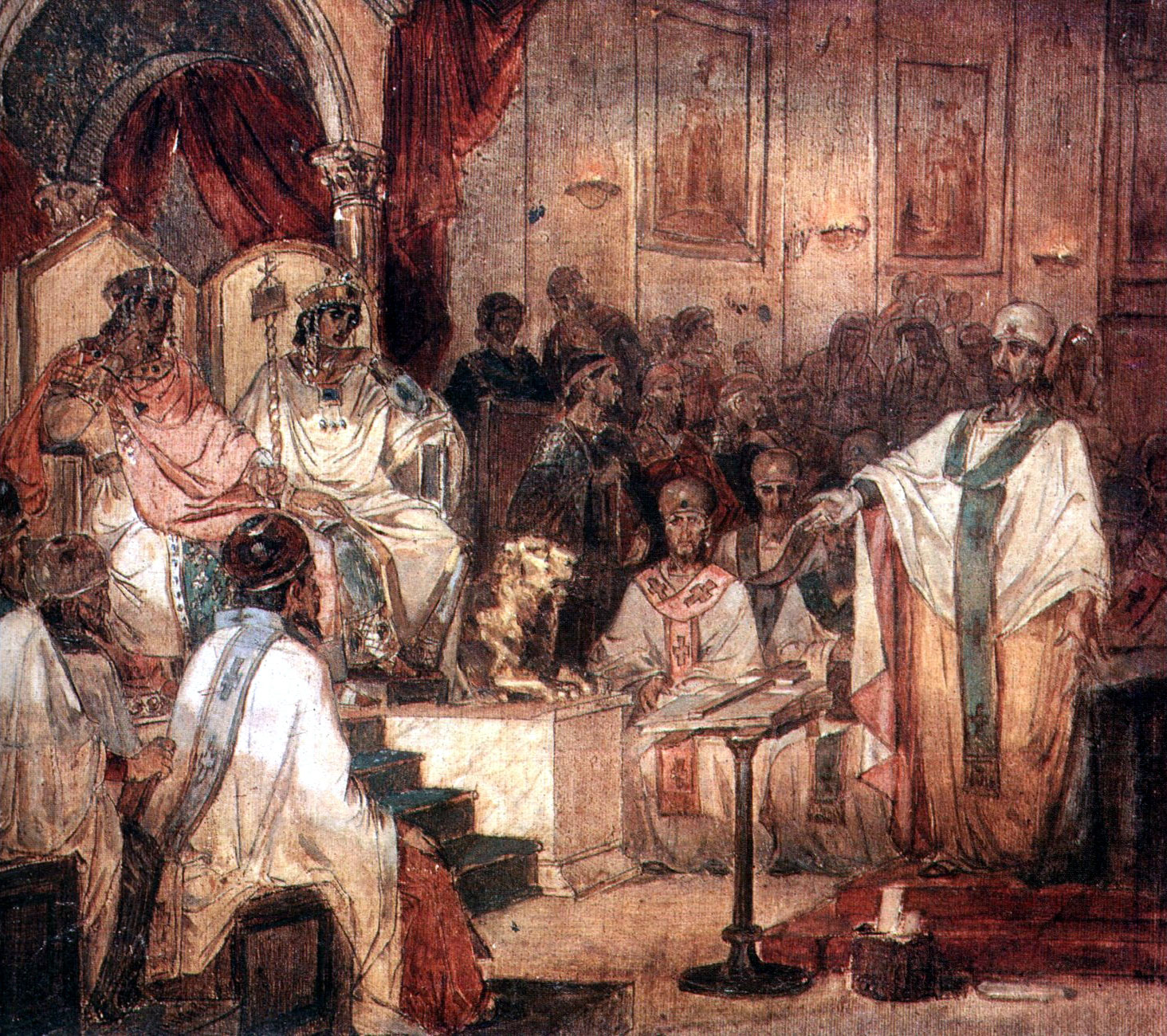
《迦克墩公會議》，在皇座上的是馬爾西安和普爾喀麗亞。（瓦西里·蘇里科夫1876年的畫作）

迦克墩公会议（英語：Council of Chalcedon），又稱加采東大公會議，是於451年10月8日至11月1日在迦克敦舉行的第四次基督教大公會議。與會的有東羅馬帝國皇帝馬爾西安和皇后普爾喀麗亞（主辨方）、東方教會的500位主教及教宗的數位代表。此會議産生了重要的基督論定義，界定了「基督的神人二性」。此會議將基督一性论定為異端，並在會議的最後制定了《迦克墩信經》。同時，會議法規第28條提到君士坦丁堡主教相對於其他主教具有較優越地位，亦即其地位與羅馬主教（教宗）相等。當時教宗良一世对此項決議表示了反对。

## 歷史
當時有不同的基督論産生，東方教會出現了混亂。猶提干用「基督一性論」宣稱基督只有一個位格，卻只有一個神性，因基督的人性已被神性蓋過。由於地方會議未能平息此主張，東羅馬帝國皇帝馬爾西安召集舉行此大公會議。與會的大部份是東方教會的主教，西方教會的只有教宗委任的三位。會初，大家一致通過接納尼西亞信經、教宗良一世的《大卷》及區利羅寫給聶斯脫里的信件，視之為基督論的正統。在皇帝和政府代表極力要求下重定了信仰告白，最後制定了《迦克墩信經》。
449年，猶提干以政治關係唆使當時在位的狄奧多西二世於召開了第二次以弗所公會議（後世稱為強盜會議）。會議指出，耶穌具有一個神聖的統一本性，這一立場被稱為基督一性论；由於在基督論問題上的分歧，教宗和君士坦丁堡牧首拒絕了這一立場，他們認為一性論信仰是異端邪說。

### 會議
宗教局勢持續惡化，教宗良一世要求召開新的公會議，而皇帝狄奧多西二世拒絕讓步，同時仍與亞歷山大牧首狄奧斯庫若協商任命主教。隨著皇帝駕崩和馬爾西安登基，這一切都發生了巨大的變化。為了化解持續升溫的緊張局勢，馬爾西安宣布他打算召開新的公會議，以撤銷449年第二次以弗所公會議。狄奧多西二世的姐姐普爾喀麗亞可能影響了這一決定，甚至在與军事统帅阿斯帕將軍商議嫁給馬爾西安時，她將召開會議作為一項必要條件。
良一世曾極力主張會議在義大利舉行，但馬爾西安皇帝卻要求在迦克墩召開，因為那裡離首都君士坦丁堡更近，這樣他就能迅速應對多瑙河沿岸的任何外敵的軍事入侵，當時多瑙河正遭受阿提拉率領的匈人的襲擊。
會議於451年10月8日開幕。馬爾西安下令被狄奧斯庫若廢黜的主教們返回各自的教區，並將夫拉維亞的遺體運回首都安葬。皇帝請教宗主持會議，但良一世再次選擇派使節來代替他。這次，利利拜厄姆的帕斯卡西努斯主教和科斯的朱利安主教以及兩位神父博尼法斯和巴西爾代表西方教會出席了會議。大約有520名主教或他們的代表出席了這次會議，是前七次大公會議中規模最大、記錄最詳盡的一次。所有會議均在城外君士坦丁堡正對面的聖尤菲米亞殉道者教堂舉行。至於迦克墩會議舉行的會議次數，在不同文本中存在很大差異，研究這次會議的古代歷史學家的記錄也存在很大差異。要不是各自的手稿不完整；要不是歷史學家對為次要目的舉行的幾次會議保持了沉默。根據執事魯斯提庫斯的說法，總共有16次會議；這種劃分被包括研究這次會議的歷史學家卡爾·約瑟夫·馮·赫費爾在內的學者普遍接受。如果算上所有單獨的會議，則共有21次會議；不過，其中幾次會議被視為對前幾屆會議的補充。
帕斯卡西努斯拒絕給予狄奧斯庫若（他在會議召開前將良一世逐出教會）在會議上的席位。結果，他被挪到了教堂的中殿。帕斯卡西努斯進一步下令恢復狄奧多雷特的職位，並給予他一個席位，但這一舉動在會議神父中引起了軒然大波，狄奧多雷特也坐在了中殿，儘管他在審判狄奧斯科魯斯的程序中擁有投票權。埃德薩的伊巴斯，根據他在迦克墩會議記錄中宣讀的信函內容，也被宣佈為正統派。
馬爾西安皇帝希望盡快結束會議，並要求會議在繼續審判之前就道成肉身的教義發表聲明。然而，會議神父們認為沒有必要製定新的信條，而且該教義在良一世的大全中已經明確闡述。他們也猶豫是否要寫新的信經，因為第一次以弗所公會議禁止撰寫或使用任何新的信經。君士坦丁堡執事埃提烏斯隨後宣讀了亞歷山大的區利羅寫給聶斯脫里的書信，以及他寫給安提阿的約翰的第二封信。主教們回應道：「我們都如此相信：教宗良如此相信……我們都如此相信。正如區利羅所相信的，我們所有人：願區利羅的記憶永垂不朽：正如區利羅書信所教導的，這就是我們的心意，這就是我們的信仰：這就是我們的信仰：這就是良大主教的心意，他如此相信，他如此寫書」。
隨後，樞機會議書記官貝羅尼西安從艾提烏斯遞給他的一本書中，宣讀了良一世寫給夫拉維亞的主教會議信。宣讀完這封信後，主教們高呼：「這是教父們的信仰，這是使徒們的信仰。我們都如此相信，正統派也如此相信。…彼得透過良如此宣講。使徒們也如此教導。良的教導虔誠而真實，區利羅也如此教導。
然而，在宣讀良之書的過程中，有三段經文被質疑可能帶有聶斯脫里主義的色彩，於是他們引用區利羅的著作來捍衛自己的正統信仰。鑑於這些擔憂，會議決定休會，並任命一個特別委員會，以區利羅十二章書的標準來審查良十二章書的正統性，因為一些與會主教對兩者的兼容性表示擔憂。該委員會由君士坦丁堡牧首亞納多留斯領導，並有五天時間仔細研究此事。委員會一致認定良十二章書為正統教義，認為他的言論與區利羅十二章書相符。其他一些主教也發表聲明，表示他們認為良十二章書並不與區利羅十二章書相矛盾。
隨後，所有主教都被要求簽署對《良十二章書》的同意，但13名埃及人拒絕了，稱他們願意接受「傳統信仰」。結果，皇帝的委員們認為信條確實有必要，並向神父們提交了一份文本。但最終未能達成共識。帕斯卡西努斯威脅要返回羅馬，在義大利重新召開會議。馬爾西安同意了，並表示如果不在信條中添加條款，主教們將不得不搬遷。委員會隨後在至聖尤菲米亞殉道者教堂開會，並隨後報告了一份信仰定義。這份定義雖然宣揚的是相同的教義，但並非《良十二章書》所言。
雖然這份定義可以與區利羅的《重聚信經》協調，但其措詞與西里爾的《十二咒詛》並不相容。具體來說，第三條絕罰內容如下：「若有人在基督合一之後，將各位格分開，僅以尊嚴、權柄或能力的結合，而非以本性的結合，將他們連接起來，此人應驅逐出教。」 有些人認為，這與良對兩種位格合一的定義不相容。然而，會議最終裁定（13位埃及主教除外），這是一個措辭問題，而非教義問題；一個由主教組成的委員會受命以區利羅的書信（包括十二條教規）作為標準，研究正統性，並一致認定其為正統教義。除少數例外，會議也支持此觀點。
會議批准了尼西亞信經（325年版）、君士坦丁堡信經（381年版）、區利羅反對聶斯脫里的兩封書信（後者強調基督神人合一），以及教宗良一世的《良十二章書》，後者確認了基督的兩種不同本性。

#### 皇后掌摑狄奧斯庫若主教
會議曾審理狄奧斯庫若，但他拒絕出庭。然而東正教的歷史記載表明，狄奧斯庫若曾被單獨監禁。結果他被判有罪，但判決結果並不令人滿意（超過半數出席前幾屆會議的主教沒有出席對他的判決），他的所有法令均被宣布無效。普爾喀麗亞皇后（馬爾西安之妻）告訴狄奧斯庫若：“在我父親的時代，有一個人很固執（指的是君士坦丁堡牧首约翰一世），你應該知道他後來成了什麼樣子。” 狄奧斯庫若對此做出了著名的回應：“您可能還記得，您的母親曾在他的墳墓前祈禱，當時她因病流血。”據說皇后掌摑了狄奧斯庫若一巴掌，打斷了他的幾顆牙齒，並命令衛兵將他關起來，衛兵們亦拔掉了他的鬍鬚。據說狄奧斯庫若把鬍鬚放進一個盒子裡，送回了他在亞歷山大的教堂，並寫道：「這是我信仰的果實。」皇帝對此的回應是將狄奧斯庫若流放。

## 教会法
会议共颁布了30条教会法。其中第28条（君士坦丁堡与罗马同等）在后来召开的五六會議中按教会法第381条修正（君士坦丁堡次于罗马，但权力上完全等同）。
教規概要如下：
1. 應遵守歷屆教父會議的教規。
2. 凡買賣聖職，直至聖職長（Prosmonarius），均有喪失其等級的危險。中間人亦同。若其為神職人員，則應剝奪其等級；若其為俗人或僧侶，則應被驅逐出境。
3. 凡負責照顧世俗住宅者，應予以糾正，除非法律要求他們管理未成年者，而此類管理不得豁免。除非其主教允許他們照顧孤兒寡母。
4. 不得違背主教的指示，設立家庭祈禱室和修道院。每位僧侶都必須服從主教，未經主教建議不得離開住所。然而，奴隸未經主人同意不得進入修道院生活。
5. 凡往返於各城者，須遵守教會法典的相關規定。
6. 在殉道者教堂和修道院，嚴禁授聖職。任何人若獲授聖職，其授聖職將被視為無效。
7. 任何神職人員或修道士若傲慢地影響軍隊或其他任何尊嚴，即應受咒詛。
8. 任何在救濟院或修道院的神職人員均須服從本城主教的權威。違抗者，應受懲罰。
9. 好訴訟的神職人員若藐視主教，訴諸世俗法庭，應依教會法典受到懲罰。神職人員若與主教發生爭執，應等到宗教會議召開後再處理；主教若與其大主教發生爭執，應將案件提交君士坦丁堡。
10. 任何神職人員不得被記錄在兩座城市教堂的神職人員名單上。但如果他已離職，則應將其送回原職。但如果他已被調職，則不得參與其原教會的事務。
11. 需要幫助的窮人應攜帶撫慰信而非推薦信前往目的地：因為推薦信只應發給那些容易受到懷疑的人。
12. 一個省不得被一分為二。任何這樣做的人都將被逐出主教職位。被皇帝敕令分割的城市，只能享有主教常駐的榮譽，但所有屬於真正大都會的權利都將保留。
13. 任何神職人員未經推薦信不得在其他城市領受聖餐。
14. 不信正統信仰的領唱者或讀經員，如果已婚，並生育子女，可帶他們領聖體，前提是這些子女已受洗。如果尚未受洗，則不得由異端者為他們施洗。
15. 任何執事，非年滿四十歲方可受祝聖。如果她因結婚而玷污了她的聖職，則應被逐出教會。
16. 修士或修女不得結婚，如有結婚，應逐出教會。
17. 鄉村教區，如果已擁有三十年，則應繼續擁有。但如果未超過三十年，則應由法院裁決。但如果皇帝下令重建城市，則教會教區的秩序應遵循民事和公共形式。
18. 任何神職人員和修士，若膽敢舉行秘密集會並密謀反對主教，將被逐出教會。
19. 每年兩次，主教會議將在大都會主教指定的地點舉行，所有緊急事項都將得到解決。
20. 任何城市的神職人員不得在另一個城市接受治療。但如果他被驅逐出故鄉，前往另一個城市，則無罪。任何主教若接待來自其教區以外的神職人員，他將被逐出教會，如同他接待的神職人員一樣。
21. 任何神職人員或平信徒魯莽地指控其主教，均不得接待。
22. 任何奪取其已故主教財產的人都將被逐出教會。
23. 任何神職人員或修士，如果違背主教意願長期留在君士坦丁堡並煽動叛亂，將被逐出城外。
24. 經主教同意而建的修道院不得動工。其所有財產不得轉讓。任何人擅自擅自行事，不得免責。
25. 主教的任命應在三個月內完成：但必要時可延長。但凡違反此法令任命主教，應受處罰。收入應歸œconomus所有。
26. 所有教堂的œconomus都必須從神職人員中選出。疏忽此舉的主教也難辭其咎。
27. 若神職人員與女子私奔，應將其逐出教會。如果是平信徒，應將其驅逐出教會。任何協助他的人也應如此。
28. 由於帝國的解散，新羅馬（君士坦丁堡）的主教應享有與舊羅馬主教（即教宗）相同的特權。因此，本都、亞細亞和色雷斯的大主教以及蠻族主教應由君士坦丁堡的主教任命。
29. 將主教降為長老是褻瀆神明的行為。因為犯罪的人不配擔任神職。但無故被廢黜的人，仍應擔任主教。
30. 埃及人的習俗是，未經大主教許可，任何人不得簽署。因此，那些直到大主教被任命後才簽署聖利奧書信的人是不應該受到指責的。

## 具深遠影響的結果
- 界定了「基督的神人二性」，聲明只有一位基督，祂是真天主上帝之子又是真聖人。基督的神人二性「不混合，不改變，不分割，不分離」。維護了基督單一位格的完整。
- 宣佈：至聖天主上帝之子、聖母瑪利亞之子是獨一無二的位格，是真天主上帝之子又是真聖人。
- 頒佈了二十七條教會法規。聖職人員和修士的倫理行為的教會法，其中聖職人員及主教与修士及修女必須嚴守貞潔的規定。
- 亚历山大科普特正教会、亚美尼亚教会等部分东方教会拒絕承認迦克墩公會議的決議，與承認迦克墩公會議的其餘東方教會與西方教会分裂。当时東正教會與天主教會尚未分裂。